# Yaoundé I
Yaoundé I (ou Yaoundé 1er) est une commune d'arrondissement de la communauté urbaine de Yaoundé, département du Mfoundi dans la région du Centre du Cameroun. Elle a pour chef-lieu le quartier Nlongkak 1.

## Géographie
Elle s'étend au centre et sur une partie nord de la ville, à l'est de Yaoundé II et à l'ouest de Yaoundé V. La commune est drainée dans sa partie sud par la rivière Djoungolo. Au nord la commune s'étend sur le Mont Nkolondom et le Mont Yéyé, plus au centre sur le Mont Ndindan (876 m).  
| Okola      | Soa         | Soa       |
| Yaoundé II | Yaoundé I   | Yaoundé V |
|            | Yaoundé III |           |

## Histoire
L'arrondissement de Yaoundé Ier est créé en 1974. La commune d'arrondissement est créée en 1987.

## Administration
Elle est dirigée par un maire depuis 1987.
| Période     | Identité                 | Parti | Notes            |
| ----------- | ------------------------ | ----- | ---------------- |
| 2020 - 2025 | Jean-Marie Abouna        | RDPC  | homme d'affaires |
| 1996 - 2020 | Emile Andze Andze        | RDPC  | pharmacien       |
| 1987 - 1996 | Gabriel Mballa Boundoung |       | fonctionnaire    |

## Quartiers

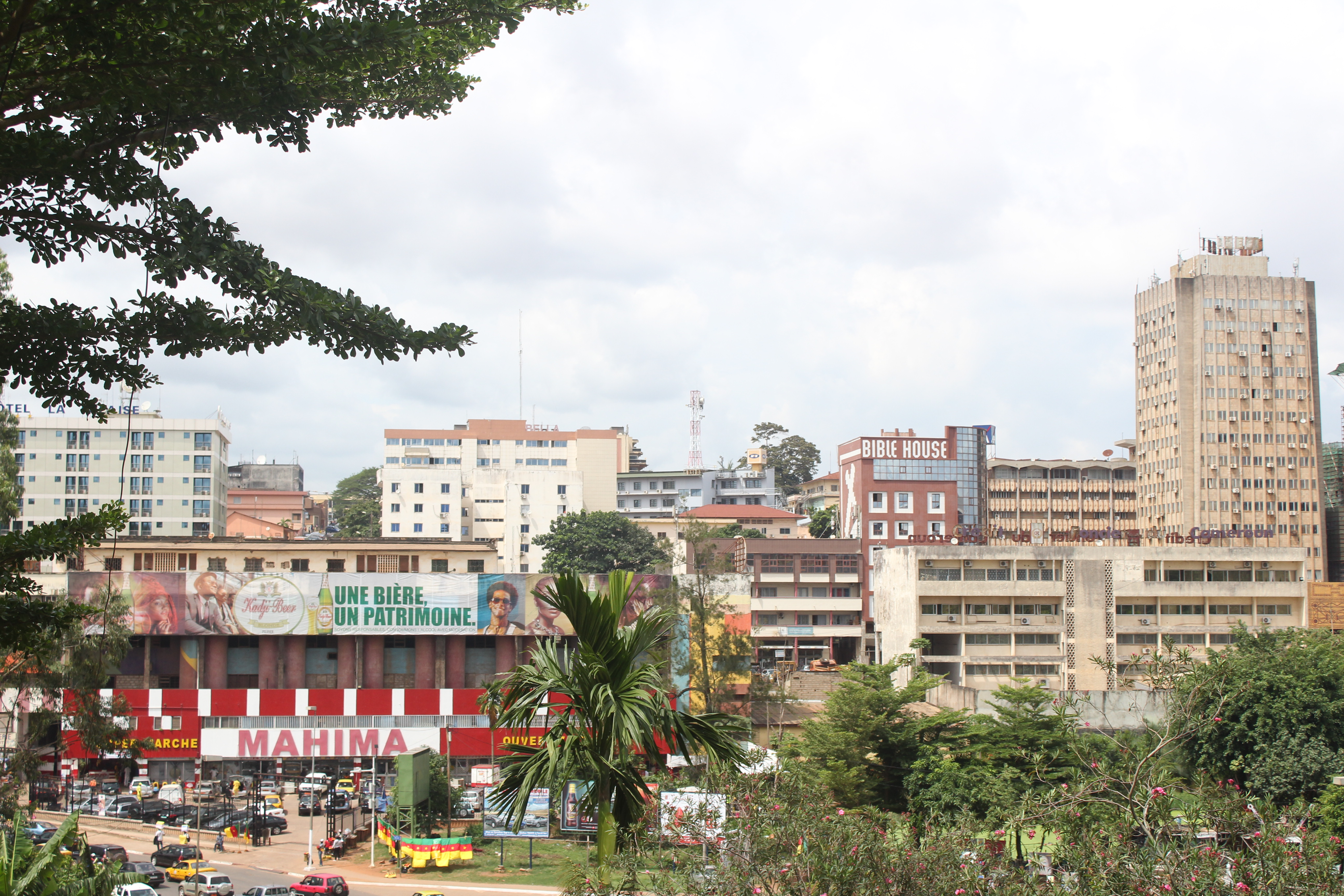
Carrefour Warda

La commune est constituée de plusieurs quartiers:
- Bastos
- Centre commercial
- Djoungololo I
- Djoungolo II
- Djoungolo III
- Djoungolo IV
- Djoungolo V
- Djoungolo VI
- Djoungolo VII
- Djoungolo VIII
- Djoungolo IX
- Djoungolo X
- Djoungolo XI
- Djoungolo XII
- Ekombitié
- Elig-Edzoa
- Emana
- Etoa-Meki
- Manguier
- Mballa I
- Mballa II
- Mballa III
- Mballa IV
- Mballa V
- Mballa VI
- Mballa VII
- Messassi
- Mfandena I
- Mfandena II,
- Ngoulemakong
- Ngousso
- Njon-essi
- Nkolmesseng
- Nkolondom I
- Nkolondom II
- Nkolodom III,
- Nlongkak I
- Nlongkak II
- Nylon I
- Nylon II
- Okolo
- Olembe I
- Olembe II
- Tongolo

## Chefferies traditionnelles
L'arrondissement de Yaoundé Ier compte une chefferie traditionnelle de 2e degré reconnue par le ministère de l'administration du territoire et de la décentralisation :
- 98 : Chefferie Emana-Etoudi

## Édifices, parcs et jardins

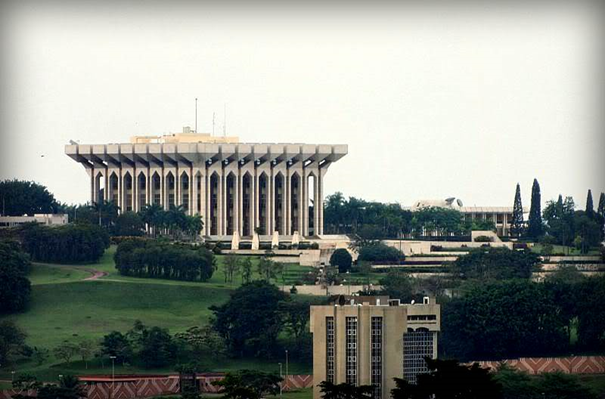
Palais de l'Unité (palais présidentiel)

- Palais présidentiel
- Banque des États de l'Afrique centrale
- Palais des congrès de Yaoundé
- Forêt urbaine no 3

## Ambassades
- Ambassade de Belgique
- Ambassade de Chine

## Religion et lieux de cultes
La Cathédrale Notre-Dame-des-Victoires de Yaoundé, le siège de l'archidiocèse catholique de Yaoundé, construite en 1952 dans le quartier du Centre commercial.

## Santé
- Hôpital Jamot

## Économie et marchés

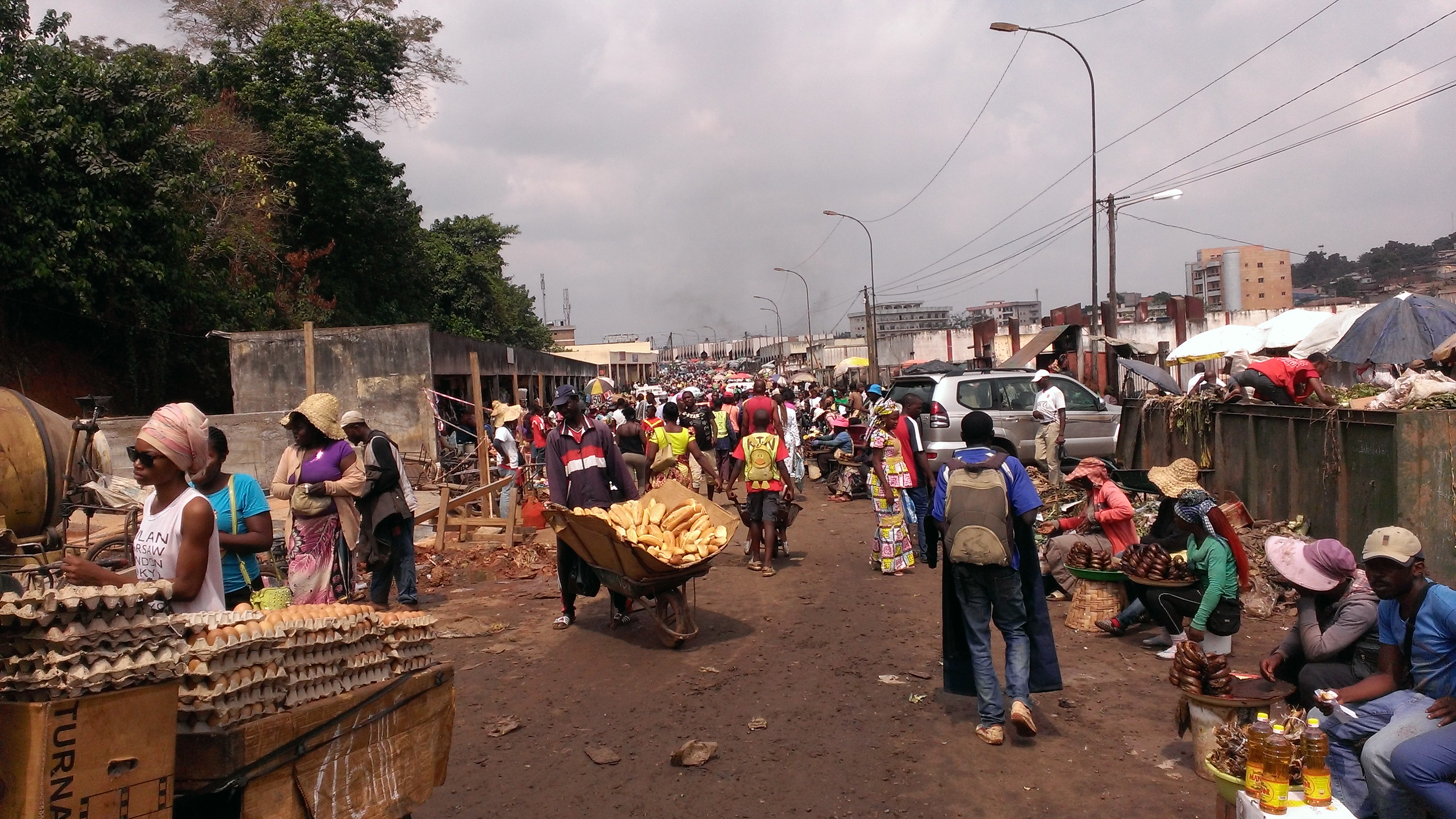
Marché Mfoundi

- Marché Mfoundi, Marché central

## Transports
- Gare voyageur de Yaoundé

## Sports
- Stade d'Olembé

## Culture
- Institut français du Cameroun, quartier du Centre commercial